# Kavango East
Pour les articles homonymes, voir Kavango (homonymie).

Région de Kavango East sur une carte de Namibie.

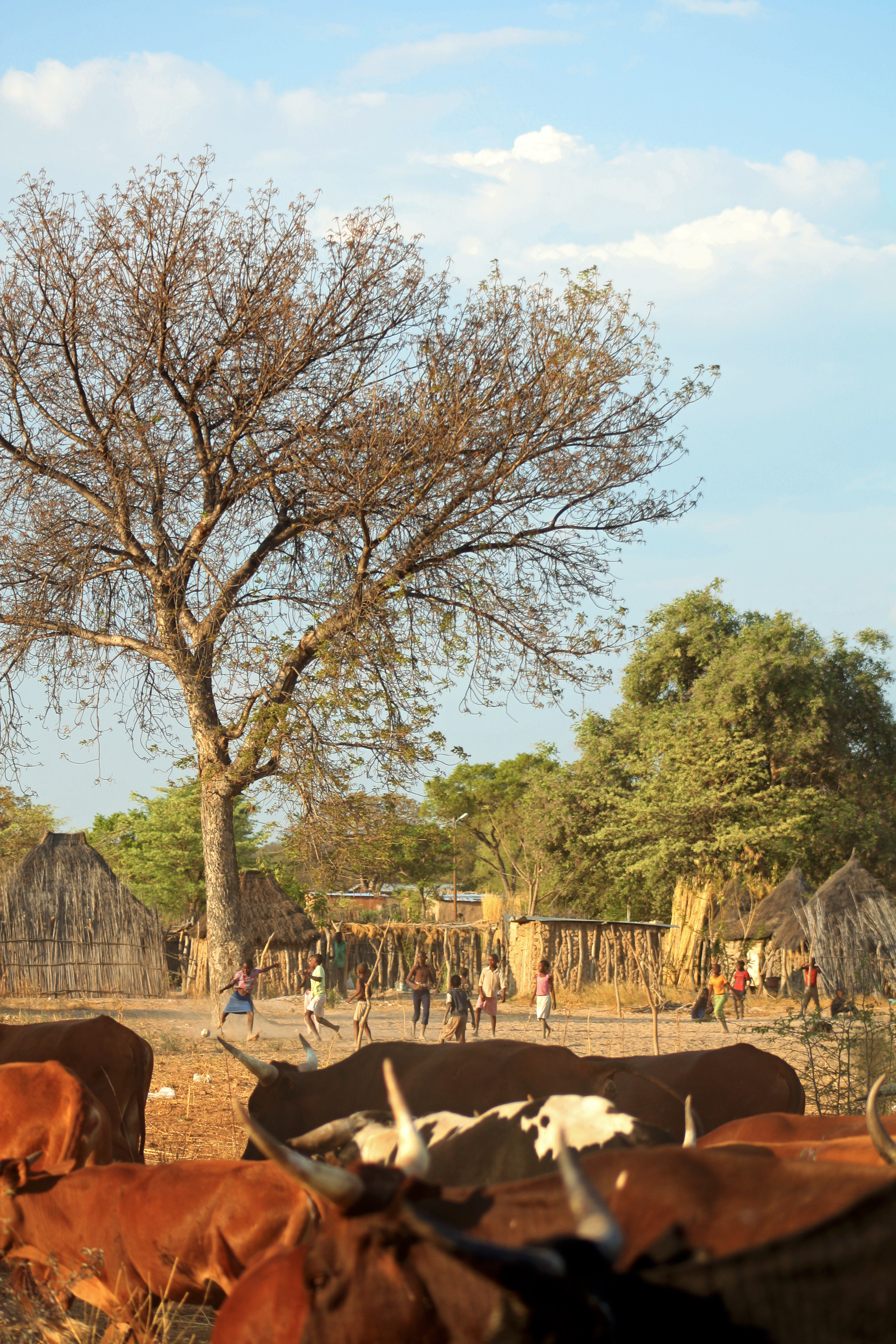
Village près de Bagani (Kavango East), 2008.

Kavango East est une région de Namibie, créée en août 2013 par scission de l'ancienne région de Kavango. 
La deuxième région créée par cette scission est Kavango West.
Sa capitale est Rundu, qui était aussi celle de l'ancienne région.